# ピオ神父
ピエトレルチーナのピオ（San Pio da Pietrelcina、Padre Pio da Pietrelcina、1887年5月25日 - 1968年9月23日）は、イタリア生まれのカプチン会の司祭。聖痕や病者の治癒や予言、リジューのテレーズの崇敬者で有名。ローマ教皇ヨハネ・パウロ2世によって1999年に列福され、2002年に列聖された。出生名はフランチェスコ・フォルジョーネ（Francesco Forgione）。一般に聖ピオ神父または聖パードレ･ピオとして知られている。

## 青少年期
フランチェスコ・フォルジョーネは、グラージオ・マリオ・フォルジョーネ（1860年 - 1946年）とマリア・ジュゼッパ・デ・ヌンツィオ・フォルジョーネ（1859年 - 1929年）の子として、1887年5月25日に南イタリアカンパニア州の農村ピエトレルチーナに生まれた。両親は貧しい農民であり、フランチェスコは7人兄弟の4番目であった。生誕翌日、近所の城壁の上に建つサンタ・アナ教会で洗礼を受けた。後年この教会でフランチェスコはミサの侍者となった。サンタ・アナ教会の修復工事は、その後米国のピオ神父財団（コネチカット州クロムウェル） によって行われた。兄弟は、長男ミケーレと3人の妹、フェリチータ 、ペッレグリーナ、のちにビルギッタ会の修道女となったグラツィアである。他に幼くして亡くなった2人の兄弟がおり、フランチェスコという洗礼名は、この2人のうちの1人の名前と同じである。5歳になった時、既にフランチェスコはその全ての人生を神に捧げる決意をしていた。更にフランチェスコは自分自身に苦行を課すために、石畳の上で石を枕にして寝て、母親にたしなめられたという。10歳になるまでフランチェスコは農夫として働き、家族が所有していた羊の群れの世話をしていた。それはフランチェスコの教育をいくらか遅らせることになった。
ピエトレルチーナは非常に敬虔な町で、聖者の祝日は一年を通して祝われていた。宗教はフォルジョーネ一家に深い影響を与えた。一家は毎日ミサに出席し、毎晩ロザリオの祈りを欠かさなかった。また、カルメル山の聖母に敬意を表して1週間のうち3日は肉を食べなかった。フランチェスコの両親と祖父母は読み書きが出来なかったものの、聖書を暗記して、その物語を子供たちに語り聞かせた。子供の頃からフランチェスコはイエス、聖母マリア、守護天使が見えて会話することができた、と母親は語っている。そして幼いフランチェスコは、他の人も同じようにそれができると思っていた。
若いフランチェスコは、天国の幻視や法悦を体験したことがあると述べている。公立学校を3年で修了した1879年に、フランチェスコは当時地方に赴いて寄付を集めていた若いカプチン修会士カミッロの話を聞き、修道士の生活に引きつけられた。フランチェスコが修道士になりたいと両親に告げると、息子がカプチン修道士会に入る資格があるかどうか確かめるために、両親はピエトレルチーナの北方21kmにあるモルコーネ (Morcone)まで出掛けた。修道士会はフランチェスコを受け入れることに興味を示したが、そのためには更なる学歴が必要だった。
フランチェスコの父親は息子に教育を与えるために、家庭教師を雇わなくてはならなかった。そこでその資金を得るためにアメリカへ出稼ぎに行った。そうすればフランチェスコがカプチン修道会に入る必要条件を満たすことができる。この間にフランチェスコは、1899年9月27日に堅信礼を受けた。フランチェスコは個人教授を受け、規定の入会条件を得たので、1903年1月6日、15歳でモルコーネにあるカプチン会修練所の志願者になった。同年1月22日, 修練者になり、清貧、従順、貞潔の誓願をたて、ピエトレルチーナの守護聖人である聖ピオ5世教皇にちなんで、ピオ修道士という名で呼ばれることになった。

## 聖職
ピオ修道士は牛車で聖アッシジのフランチェスコ修道院に赴いた。そこで聖職につくための6年間の学習を始め、成長期を教団の中で過ごした。1904年1月に仮誓願を立てた後、カンポバッソ県サンテリーア・ア・ピアニージの後期中等学校に入学、その後サン・マルコ・ラ・カートラの学校で哲学を修め、フォッジャ県のセッラカプリオーラで神学を学んだ。1907年1月27日に終生誓願を立てる。1910年8月10日、ピオ神父は、ベネヴェントの大聖堂で大司教から司祭に叙階され、同月14日、天使の聖マリア教区教会で初ミサを捧げた。

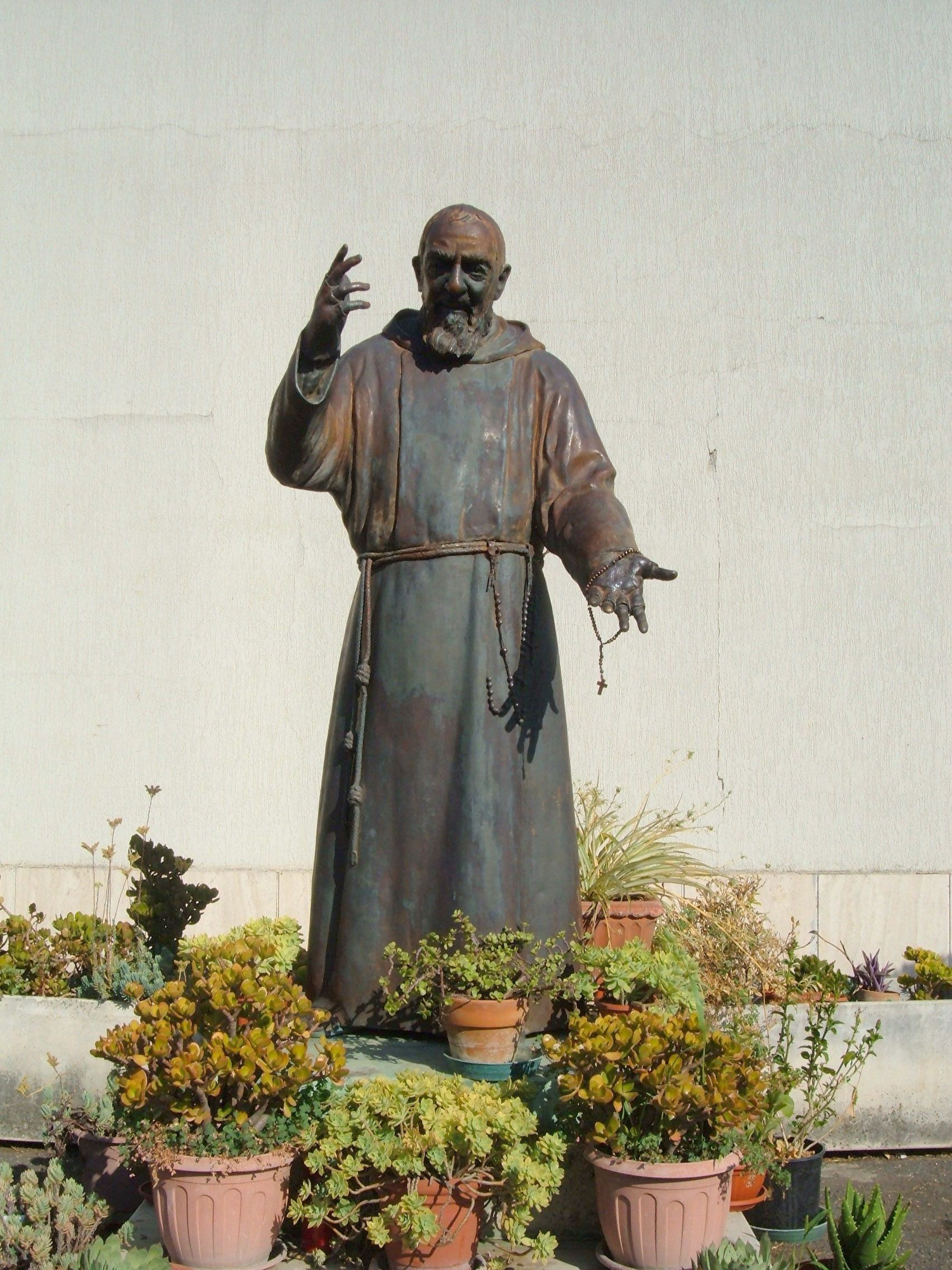
ピオ神父は、「本の研究を通して人は神を捜し、瞑想によって人は神を見出す。」と、語った。 ローマ にあるロザリオを付けたピオ神父の像。

1910年9月7日、ピオ神父が祈りを捧げていると、イエスと聖母マリアが現れて、神父に聖痕を与えた。医者は当惑し、その傷を恥ずかしく思った神父が主に祈ると、傷は治癒した。1911年10月末、ヴェナフロに派遣される。同年11月28日、神父の親友ドレ・アゴスティーノは、医者からピオ神父の病状が思わしくないことを知らされる。45度の高熱で体温計が壊れてしまうほどだった。神父は肺炎を患っており、健康状態が不安定なので、カプチン修道会士を続けることを条件に、1916年前半までピエトレルチーナの家族の元で過ごすことが許された。故郷に戻ったピオ神父はそこで人々の為にミサをあげ、学校で教鞭をとった。
1916年9月4日, ピオ神父はサン・ジョヴァンニ・ロトンドのガルガノ山にある農村伝導教団・聖母マリアの恩寵カプチン会修道院（Our Lady of Grace Capuchin Friary）で活動するように命じられた。当時その修道院の修道士はピオ神父を含め7人だった。兵役を除いて、ピオ神父は生涯のほとんどをサン・ジョヴァンニ・ロトンドで暮らすことになる。熱心なクリスチャンとして黙想を重んじていたピオ神父は、「本の研究を通して人は神を捜し、黙想によって人は神を見出す。」と語った。片時も神父はロザリオを手放すことはなかった。「ロザリオは武器だ。祈りは神の心を開く鍵だ。」(聖ピオ神父)　
第一次世界大戦が始まった時、この修道院から4人の修道士が兵役に選ばれた。当時のピオ神父は、神学校で教師を勤める傍ら、霊的指導者として働いていた。もう一人の修道士が徴兵されたとき、ピオ神父はその代理として修道院を統括することになったが、1917年8月にピオ神父も徴兵された。イタリア医療隊第100中隊第4小隊に配属されたものの、健康がすぐれず、10月中旬から1918年3月まで入院した。退院後はサン・ジョヴァンニ・ロトンドに戻り、ピエトレルチーナのサンタマリア・デッリ・アンジェリ（天使の聖マリア教会）で働くよう命じられた。後に奇跡の修道者としての評判が高まると、サン・ジョヴァンニ・ロトンドの修道院に戻された。兵役は合計すると182日だった。
霊的指導者としてピオ神父は、多くの人々を霊的な子と考え、霊的な導きを与えた。ピオ神父による霊的成長のための5つのルールとは即ち、毎週の懺悔, 毎日の聖体拝領, 霊的読書, 黙想、良心の糾明だった。
ピオ神父は、懺悔を毎週することは、部屋の掃除を毎週するのと同じことだと例えていた。そして1日に2度の黙想と自省の実行を勧めていた。朝、1日に向き合う準備として1度、そして、夜に反省としてもう1度。 神学の実際的な応用についてのアドバイスは、神父の有名な言葉にほぼ要約されている。“Pray, hope, and don't worry.”(祈りなさい、希望を持ちなさい、そして心配しないでください。)あらゆる事物に神の働きを認めて、何にもまして神の意志に従って行動することを望むように、神父はキリスト教徒に説いた。

## 病弱
サン・マルコ・イン・ラーミスでのピオ神父の霊的指導者、サンマルコのアゴスティーノ神父の日記によれば、若いフランチェスコは多くの病気に悩んでいた。6歳の時には重い胃腸炎にかかり、長い間病床生活が続いた。腸チフスに感染したのは10歳の時だった。17歳になると突然体調が悪化し、食欲不振、不眠症、疲労、失神、激しい片頭痛を訴えた。しばしば嘔吐し、ミルクとチーズだけをかろうじて摂ることができた。
伝記によれば、この時期、肉体的疾病とともに、不思議な現象が起こり始めたという。それによると、夜になると神父の部屋から変な音が聞こえてきた。それはしばしば叫び声やうめき声だった。祈りの間、ピオ神父は心ここにあらずといった体で放心状態だった。また仲間の修道士は恍惚として宙に浮かぶピオ神父を見たと言っている。

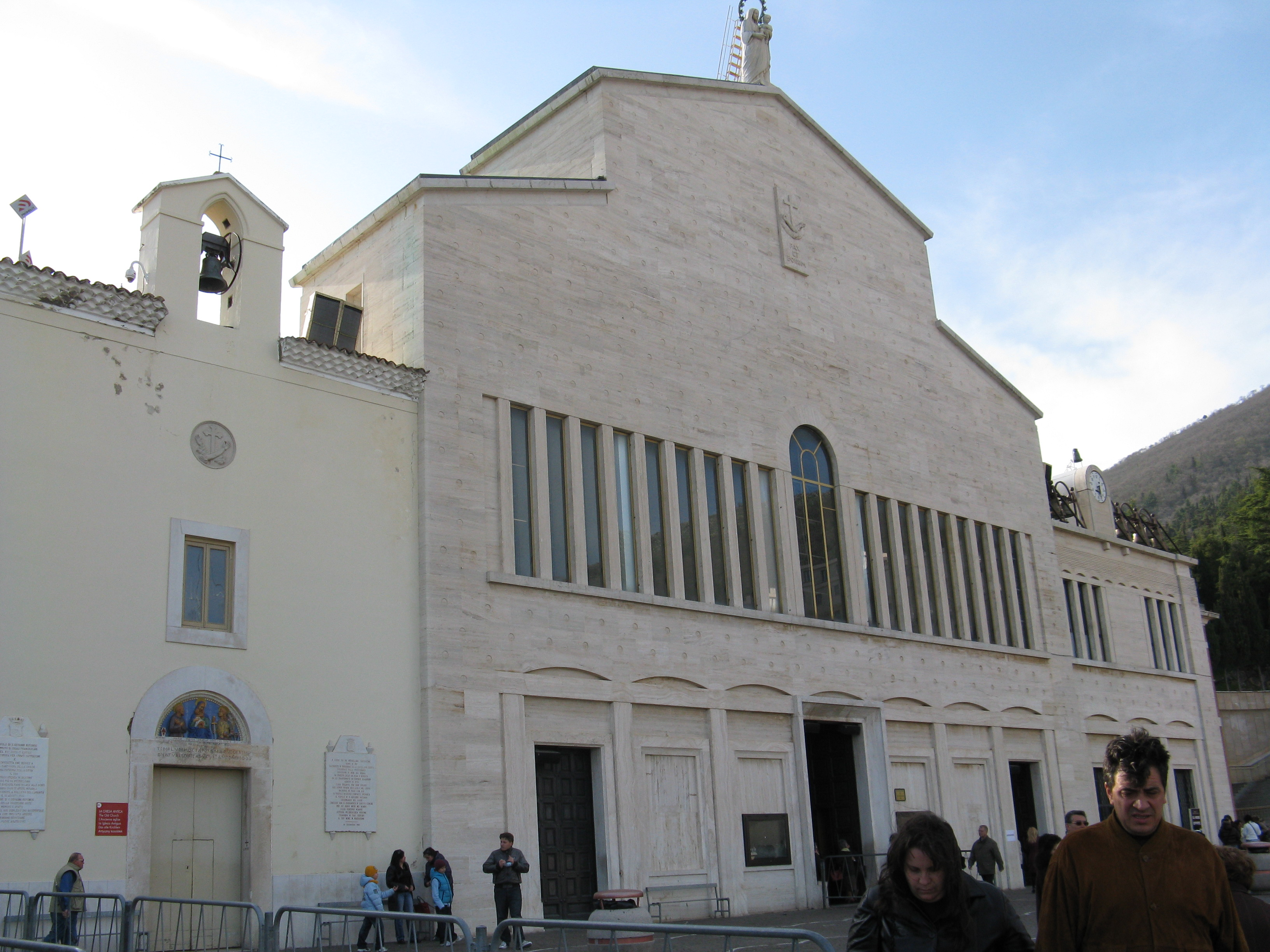
サン・ジョヴァンニ・ロトンドの恩寵の聖母マリア教会(the Church of Our Lady of Grace)

1905年6月、修道院長がピオ神父を山岳地の女子修道会に異動させることを決めるほど、健康状態は弱りきっていた。転地が健康にいくらか良いのではないかという希望をよそに、ピオ神父の健康はさらに悪化した。そこで医者は神父を故郷に戻すように助言した。しかし、故郷に戻ってさえも健康は悪化し続けた。
子供時代から患っている病気に加え、ぜんそく性気管支炎が、ピオ神父を生涯苦しめた。また、神父には大きな腎結石があり、それが頻繁に腹痛をもたらした。さらに胃炎にかかり、後に胃潰瘍となった。それだけではなく、目、鼻、耳、のどにも炎症があり、後に鼻炎と慢性耳炎になった。
1915年の夏、病弱にもかかわらずピオ神父は徴兵された。しかし30日後、健康悪化を理由に故郷に戻された。その後、再入隊したものの、また除隊され、今度は夏でも比較的涼しいサン・ジョヴァンニ・ロトンドの山岳地の修道院で、半年を過ごすこととなる。そして兵役に戻ったが、2ヵ月後に再び故郷に帰された。帰郷するとすぐ、神父は用役に向いていると判断され、ナポリ・サーレスの兵舎で雑用や運搬の任についた。1917年3月までそこにいたが、レントゲン検査で肺結核と診断され、退役した。
1925年にピオ神父は鼠径ヘルニアの手術を受けた。また大きな嚢胞が首にでき外科的手術で切除を要した。さらに別の手術で耳の上の悪性腫瘍を切除した。この手術の後、ピオ神父は放射線治療を受けたが、それはたった2回の治療で成功したとみられる。
1956年、ピオ神父は滲出性胸膜炎に見舞われる。診断はカタルド・カッサーノ教授によって行われ、教授自ら神父の体から漿液を抜く処置をしたが、4ヶ月間寝たきりの生活を余儀なくされた。
高齢になるとピオ神父は関節炎に苦しめられた。

## 霊的苦悩
ピオ神父は、神の愛は苦悩と切り離すことができず、神のためにあらゆる苦しみを受けることは、魂が神に達する方法であると信じていた。神父はまるで地獄の最も深い穴の中にいるかのように、自身の魂が混沌とした迷路で迷い、完全な孤独に落ち込んでいると感じていた。霊的に苦悩している間、ピオ神父は、悪魔によって肉体にも魂にも攻撃を受けていたと神父の支持者は信じている。支持者らはまた、悪魔がピオ神父の苦しみを増すために、魔術を使ったと考えている。具体的には、「光の天使」を出現させたり、ピオ神父と霊的指導者との間で交わされた手紙を、書き換えたり破損したりした。オーガスティーン司祭がこのことを確認したのは、ピオ神父が以下のように述べたときである。
”悪魔は何も着ていない踊る裸の若い女や、磔にされた主、修道士の若い友人、霊的指導者、管区長、教皇ピウス10世、守護天使、聖フランチェスコ、聖母マリアの姿をとって現れました。
悪魔が私に対して怒りをぶちまけることをイエスがお許しになってから、今日で22日が過ぎました。司祭様、今までに我々の敵が私に与えた打撃によって、私の全身にはあざができています。私のむき出しの肉をたたくことができるように、何度か悪魔らは私のシャツさえ引き裂きました。”
バチカンにおける上級エクソシストのガブリエーレ・アモルト神父は取材の中で、ピオ神父は、霊が現前したとき、そのさいにもたらされる感情と心理状態を慎重に分析することで、それが本物のイエスや聖母または聖人なのか、あるいは悪魔によって作り出された幻影なのかを区別することができたと述べた。ピオ神父は一通の手紙で、イエス、聖母マリア、守護天使、聖ヨセフ、聖フランチェスコが常に自分の側にいて助けてくれるという堅い信念を持っていたため、試練の間でも忍耐強さを失わなかったと述べている。

## 霊的穿刺(せんし)と聖痕
ピオ神父の手紙によると、聖職についた初めの頃から、後に神父を有名にする聖痕の不鮮明な徴候が既に現れていた。1911年、ピオ神父は、霊的な指導者であるサン・マルコ・イン・ラーミスのベネデット神父に手紙を書き、自身に１年間続いた経験についてこう書いている。
”昨晩、私には説明することも理解することもできない、何かが起こりました。私の両手の掌の中央に、1チェンテシモ（1ペニー）ほどの大きさの赤い印が現れました。そしてその赤い印の真中は激痛を伴いました。その痛みは左手のまん中の方がより強烈で、未だにそれを感じるほどです。また、足の裏に若干の痛みがあります。”
親友アゴスティーノ神父は1915年にピオ神父に手紙を書き、ピオ神父がいつ幻視を最初に経験したか、いつ聖痕を受けたか、いつキリストの受難の痛み、すなわち茨の冠とムチの痛みを感じたか等の具体的な質問をした。ピオ神父は、修練時代（1903～1904）から幻視を見せられていたと答えた。また聖痕を受けたにもかかわらず、それにひどくおびえた神父が、主にそれを消してくれるように頼んだと書いている。神父は痛みが取り除かれることを望まず、目に見える傷だけを取り除いてもらおうとした。目に見える傷は、言葉で表しようがなく、ほとんど耐えられない屈辱であると当時考えていたからである。目に見える聖痕はその時は消えたが、1918年9月に再発した。しかしその痛みは残り、日によって、また状況によってより激しくなったと述べている。また茨の冠とムチの痛みを実際に経験していると語った。この経験の頻度については、はっきりとは分からないが、1週間に1回、少なくとも数年間は苦しんでいると言った。
これらの経験はピオ神父の健康が衰える原因になったと言われている。またそのために、故郷にいることを許された。修道院から離れている間、修道士としての信仰生活を維持するため、神父は毎日ミサをあげ、学校で教育にあたった。
聖ファン・デ・ラ・クルスは、霊的穿刺現象を以下のように解説している。
”熾天使によって火矢で貫かれるという内面的な攻撃を受けた者の魂は、神の愛によって燃えあがる。これは霊的な傷を残し、あふれ出る神の愛によって苦悩をもたらす。”（アビラの聖テレサの体験を元にした彫刻「聖テレジアの法悦」が有名）
第一次世界大戦がまだ続くなかで、大戦を「ヨーロッパの自殺」と呼んだベネディクトゥス15世教皇は、1918年7月、すべてのキリスト教徒に第一次世界大戦の終結を祈願するよう訴えた。同じ年の7月27日に、ピオ神父は戦争を終らせるために、自分自身を犠牲に捧げた。その後、8月5日から8月7日までの間、ピオ神父は、キリストが現れ、神父のわき腹を突き抜ける幻視を見た。この経験の結果、ピオ神父のわき腹には実際に傷ができた。この出来事は神の愛との結合を示す心臓への霊的穿刺と見なされている。
ちなみに、ピオ神父の脇腹の「心臓への霊的穿刺の傷」から出た血の痕のある、大きな額に入れられた正方形のリネンの布は、神父の第一級の聖遺物であり、シカゴのセント・ジョン・カンティアス教会で一般の崇敬のために公開されている。
霊的穿刺は、ピオ神父にさらなる7週間の長い精神的な動揺をもたらした。カプチン修道会士の仲間の1人は、その間の神父の状況をこのように語った。
”その時、ピオ神父の全身の様相はまるで死んだように変わってしまい、絶えず泣いてため息をついては、神が自分を見捨てたと言っていました。”
1918年8月21日付のピオ神父からベネデット神父へあてた手紙では、霊的穿刺の間に起きた体験についてこう書かれている。
”8月5日の夕方に男の子の懺悔を聞く間、突如として私の心眼に天上の人物が見え、恐怖を覚えました。その人物は手に、炎を放っているように見える非常に長い鋭くとがった鋼の刃を備えた一種の武器を持っていました。私がそれを見たまさしくその瞬間、その人物が力一杯その武器を私の魂に投げ付けるのが見えたのです。私はやっとのことで叫び声をあげ、このまま死んでしまうと思いました。具合が悪く、懺悔を続ける力がもはやなかったので、私は男の子に帰ってもらうよう頼みました。この苦しみは、7日の朝まで途切れずに続きました。私はこの苦悶の間にどのくらい苦しんだか、言葉にすることはできません。私の内臓さえも武器で引き裂かれ、破裂しました、何の容赦もありませんでした。その日以来、私は致命傷を負いました。魂の深いところでその傷口がいつも開いていて、継続的な苦しみをもたらすのを感じます。”
1918年9月20日に霊的穿刺の痛みが終わり、ピオ神父は深い安堵を得たと報告されている。その日、ピオ神父が聖母マリアの恩寵教会の聖歌隊席で祈りを捧げていると、神父に霊的穿刺を与えたのと同じ人物で、傷ついたキリストと思われる人物が再び現れ、ピオ神父はまた宗教的法悦を経験した。それが終った時、ピオ神父はキリストの5つの傷と同じ聖痕を体に受けていた。この時の聖痕は、その後の生涯の50年間、体から決して消えることはなかった。
1918年10月22日、聖ピオ神父は、霊的指導者であるサン・マルコ・イン・ラーミスのベネデット神父へあてた書簡で、以下のように聖痕を受けた際の経験を述べている。
”先月の20日の朝、聖歌隊席でミサを捧げた後、私は甘い眠りに似たうとうとした状態に陥りました。私は8月5日の夕方に見たものと同じような神秘的な人物が、私の前にいるのを見ました。唯一の違いは、その人物の手と足と脇腹から血がしたたっていたことでした。そのありさまは私を怖がらせました、そしてその瞬間に私が感じたものは、言葉で言い表せません。もし主が介入して、胸から張り裂けてしまいそうな私の心臓を強くして下さらなければ、私は死んでいたはずだと思いました。その幻は消えました。そして私は手足と脇腹から血をしたたらせていることに気づきました。私がその時経験し、ほぼ毎日経験し続けている苦しみを想像してみてください。特に木曜日の夕方から土曜日まで、心臓の傷は絶えず出血しています。
親愛なる神父様、傷の痛みと魂の底からわきあがる恥ずかしさで、私は死にそうになっています。主が私の心からの祈りを聞き入れて、私をこの状態から解放して下さらないならば、出血多量で死ぬのではないかと思います。いと良き主は私にこの恩恵を与えて下さるでしょうか。主はこのような肉体の痕による恥ずかしさから少なくとも私を解放して下さるでしょうか。痛みに酩酊させられたいと私は願っているので、傷や痛みではなく、このような当惑と耐えられない屈辱をもたらすこの肉体の痕を、主がお慈悲によって取り除いて下さるまで、私は声を大にして懇願するのを止めないでしょう。”
また彼はこう語っていた。”その痛みは、まるで十字架にかけられて死んでいくのではないかと思うほど、とても激しいものでした。”
ピオ神父は秘かに苦しむ方がいいと思っていたが、1919年前半までに、聖痕のある修道士の話は俗世界に広まっていった。ピオ神父の傷は、医者を含む多くの人々によって調べられた。第一次世界大戦の後、生活を立て直し始めた人々は、ピオ神父を希望の象徴と見なし始めた。ピオ神父が、ヒーリング能力、バイロケーション、空中浮揚、予言、奇跡、睡眠と食事の驚異的な節制（ある報告によれば、1つの例として、ピオ神父が他に食事をとらず、聖餐だけで少なくとも20日の間生活することができたことをアゴスティーノ神父が記録しているとある。）、心を読む能力、語学の才能、異教徒を改宗させる能力、傷からの香りなど、さまざまな超自然的な能力を現し始めた、と周囲の人々は証言している。

## 論争
ピオ神父が持っていたとされる神秘的能力の根拠は風聞による証拠だけなのではないかという意見もある。神父のバイロケーションのいくつかは幻覚と一致するものであり、聖なる芳香とされるものはオーデコロンだとする主張もあった。傷が治らないようにするため、石炭酸またはヨウ素のような化学物質を用いたと主張する説もあったが、そのようなことはしていないと確認するための継続的な監視を受けることはなかった。ピオ神父は傷を隠すため、もしくは傷の治療を受けないですむようにするために、長年指のない手袋をはめていた。亡くなる直前のピオ神父は、手袋をはめなかったが、そこに傷跡はなかった。
ミラノのサクロ・クオーレ・カトリック大学の創始者で修道士・医者・心理学者のアゴスティーノ・ジェメッリは、ピオ神父に一度だけ、数分間面談し、聖痕の検査はしていないが、ピオ神父を「人々の騙されやすさにつけ込んだ、無知で自傷癖のある精神病質者」と断定した。また神父は、手短に言えば修道院の3つの誓いである清貧、純潔、帰服の全てに対する違反で訴えられた。アゴスティーノ・ジェメッリも、ピオ神父が痕を石炭酸で開いたままにしていると推測した。ジェメッリの診察ののち、痕は布で包まれた。信者らによれば、出血は約50年の間続き、神父の死から数時間のうちに傷口が塞がってようやく止まった。
2009年9月 、サン・ジョバンニ・ロトンドで開かれたピオ神父に関する会議で、ジェノバ大学のエツィオ・フルケリ病理解剖学講師は、こう述べている。
"私は、どんな薬物が自然な経過に逆らって、50年間も傷を開いたまましておけるのか想像できません。外傷の解剖学と病理生理学を勉強すればするほど、ピオ神父の聖痕のように、合併症を発症せずに、筋肉、神経、腱に影響を及ぼすこともなく、傷が開いたままであることはありえないことが分かります。聖痕を受けた修道士の指は、常に細長く、バラ色で、きれいでした。手のひらから手の甲へ貫かれた傷があれば、指は赤くふくらみ、重大な機能障害があるはずです。たとえばそのような傷を負った人の指は、感覚が変になり麻痺します。しかしピオ神父に関して言えば、その症状は、一次疾患とみなしうるほどの大きな外傷の一般的な発生や経過の様相とは矛盾します。科学によって言えるのはこのようなことです。
1960年7月29日、後にアンコーナの大司教になるイタリアの聖職者カルロ・マッカーリは、教皇ヨハネ23世と聖務省の委託を受け、さらなる調査を開始した。マッカーリがまとめた200ページの報告書は、全文は一度も公にされていないものの、極めて批判的なものであったという。「マッカーリ文書」が、ピオ神父の列聖に向けての克服できない障害になっていると、バチカンでは長くささやかれていた。しかし、カプチン修道会の公式文献によると、マッカーリは後に意見を撤回し、ピオ神父の死の床でピオ神父に祈ったという。

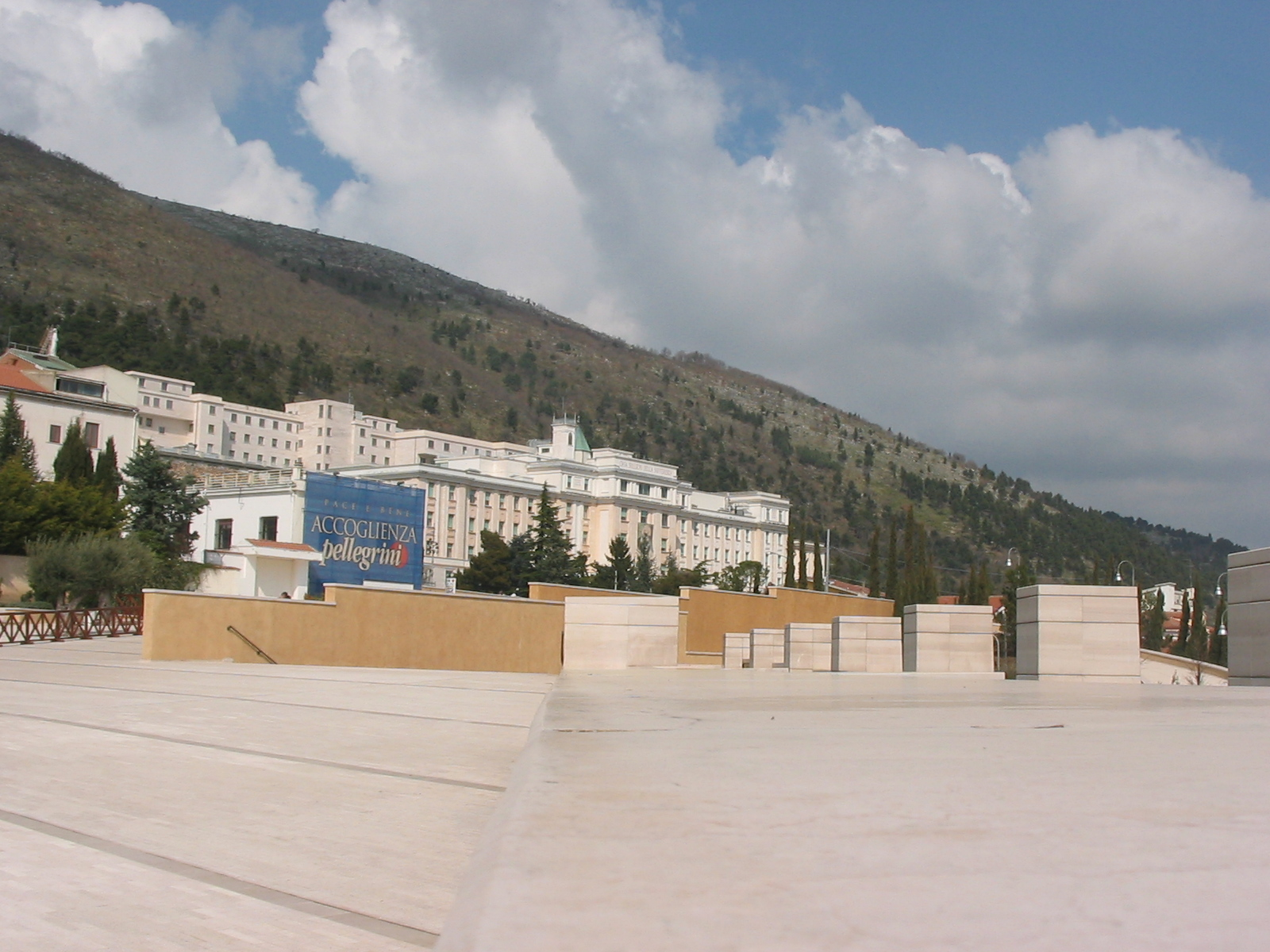
ピオ神父の開いたカーサ・ソッリエヴォ・デッラ・ソッフェレンツァ病院

1940年に、ピオ神父はサン・ジョヴァンニ・ロトンドに病院を開く計画に着手した。1956年に完成したこの病院は、カーサ・ソッリエヴォ・デッラ・ソッフェレンツァ「苦しみを楽にする家」という名前をつけられた。このプロジェクトのために、連合国救済復興機関（UNRRA）から325,000ドルの補助金を得るさい、仕事でイタリアにいた人道主義者でジャーナリストのバーバラ・ウォードが大きな役割を果たした。ピオ神父がこのプロジェクトを直接監督するため、1957年にピウス12世は、神父に対し貧困の誓いの免除を許可した。ピオ神父の中傷者は、このプロジェクトも神父を攻撃する材料とし、神父が資金の横領をしたと非難した。 
ピオ神父は多数の調査を受けた。ピオ神父を別の修道院へ移す計画があったが地元の暴動を恐れて取りやめとなり、再び同様の計画が持ち上がったが、暴動が実際に起こりそうになったため、中止された。1924年から1931年までの間に、教皇庁はさまざまな声明を出し、ピオ神父の人生で起きた出来事はいっさい神の御業によるものでないと否定した。一時期ピオ神父は、懺悔を聞きミサをあげる等の聖職者の任務を公的に果たすことを禁じられていた。
1933年には流れが変わり始めた。ピウス11世は教皇庁に、ピオ神父がミサを公に行うことを禁止した通達を撤回するように命じた。「私はピオ神父に悪意ある態度を取ってはいなかったが、ピオ神父に関して悪意ある情報を与えられていた。」と教皇は述べた。1934年、神父は再び懺悔を聞くことを許された。ピオ神父はこれまで説教を行うための資格試験を受けていなかったが、説教を行う名誉許可をも与えられた。1939年に教皇になったピウス12世は、信者がピオ神父を訪問するのを奨励した。最近の本によると、教皇ヨハネ23世(在位1958～1963）は、前教皇の見解を支持せず、1960年にピオ神父の「大がかりなペテン」について書いている。しかし、ヨハネ23世の後継者であるパウロ6世は、1960年代なかばに、ピオ神父に対するあらゆる告発を断固として却下した。

## 晩年
1960年代、ピオ神父の健康状態は悪くなり始めていたが、それにもかかわらず、神父は霊的な任務を続けた。聖痕を受けてから50年目にあたる日の翌日の1968年9月21日、神父はひどい疲労を感じた。その次の日、1968年9月22日に、ピオ神父は荘厳ミサを行うことになっていたが、気分が悪く、最後までミサをあげられるかどうか不安になり、代わりに、長年にわたり毎日上げてきた読唱ミサに変えるべきかを長上に尋ねた。ピオ神父の長上は、ミサのために集まっていた多数の巡礼者のために荘厳ミサを行うことを決め、ピオ神父は彼の長上への服従の精神で、荘厳ミサを続けた。荘厳ミサの間、神父はとても具合が悪く弱々しく見えた。ミサをあげる声はか細かった。ミサが終わった後、神父はとても弱りきっていて、祭壇の階段で倒れそうになったので、非常に多くのカプチン修道会士たちの助けが必要だった。これがピオ神父の最後のミサになった。

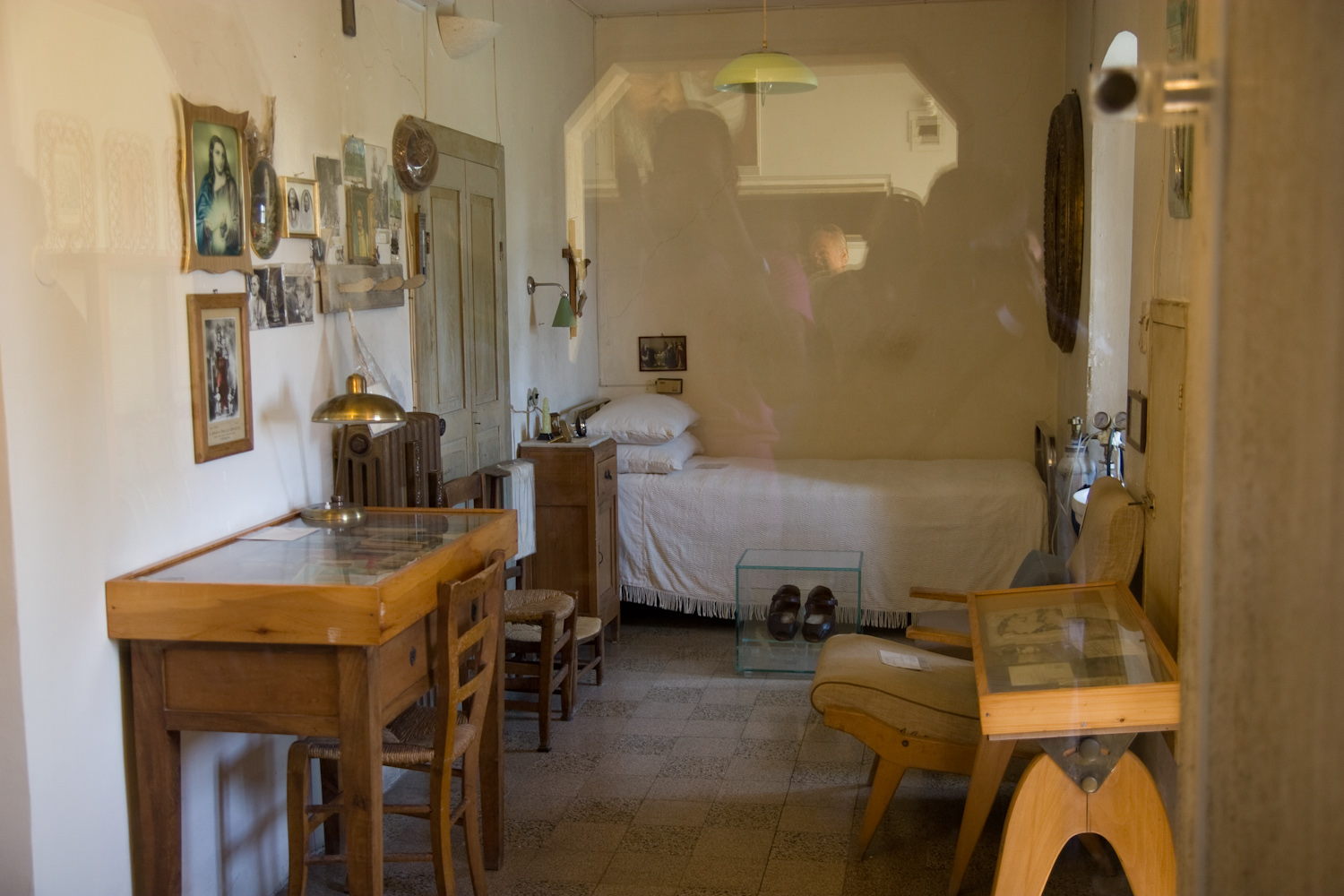
1968年9月23日から生涯ピオ神父が使っていた小部屋

1968年9月23日の朝早く、ピオ神父は、最後の懺悔をして、フランシスコ修道会の誓いを新たにした。習慣通り手にロザリオを持ったものの、声に出してアベマリアと言う力はなかった。終わりまで神父は「イエス、マリア」という言葉を繰り返していた。午前2時30分ごろ、「2人の母が見える」と、神父は言った。これは、自身の母と聖母マリアを意味すると思われる。午前2時30分に、サン・ジョヴァンニ・ロトンドの小部屋で息を引き取る。最後の言葉は「マリア！」だった。
遺体は、9月26日に聖マリアの恩恵教会(the Church of Our Lady of Grace)の地下室に埋葬された。レクイエム・ミサには、10万人以上が出席した。ピオ神父はしばしばこう語った。「私がこの世を去った後、私はこれまでよりも多くのことをするでしょう。私の本当の任務は、私の死後に始まります。」最後までピオ神父の側にいた人々の報告では、聖痕が傷跡さえ残すことなく完全に消えたとしている。まるで赤い鉛筆で描いたような赤い跡だけが脇腹に残っていたが、やがて消えてしまったという。
ピエトレルチーナの聖ピオは現在、聴罪司祭と若いカトリック信者の守護聖人であり、民間防衛志願兵の守護聖人としても知られている。160名の民間防衛志願兵がイタリア司教会議に請願したので、司祭らは嘆願をバチカンに提出し、承認された。あまり公式には知られていないが、ピオ神父は１月の憂鬱とストレス解消の守護聖人でもある。これはロンドンのCatholic Enquiry Officeが公告したもので、またピオ神父の有名な言葉“Pray, hope, and don't worry.” (祈りなさい、希望を持ちなさい、そして心配しないでください。)に敬意を表し、一年でもっとも憂鬱な気分になる1月22日をDon't Worry Be Happy dayに選定している。

## 報告されている超自然現象
神秘主義者がビジョンと苦悩を受けているように、ピオ神父のミサはしばしば何時間にも及んだ。彼の聖痕は手袋で覆われていた。バチカンでさえ超自然的な主張について懐疑的であったが、彼の働きは名声を得た。ピオ神父は魂を読む才能を持ち、目撃者の証言によれば異なる2カ所に同時に存在する能力(バイロケーション)など、さまざまな超自然現象を引き起こす能力があったと言われている。神父にまつわる超自然現象が報告されて、神父は有名になり伝説的存在となったが、当初はバチカンでさえ懐疑的であった。
1947年、後にヨハネ・パウロ2世教皇となる若いポーランドの聖職者、カロル・ジョーゼフ・ヴォイティワ神父は、ピオ神父を訪問した。ピオ神父は彼の告白を聞いたが、その際、神父は彼に、「更なる立証が必要ですが、いつかあなたは教会で最も高い地位につくでしょう。」と言った。ヴォイティワ神父は、オーストリアのアルフォンス・スティックラー枢機卿に、それを打ち明けたという。スティックラー枢機卿によれば、敬虔の業で告げられたような教皇でなく、枢機卿になった時、ヴォイティワ神父は予言が成し遂げられたと考えたとも言う。(ヨハネパウロ2世の秘書スタニスワフ・ジヴィシュは予言について否定しており、ジョージ・ワイゲルによるヨハネパウロ2世の伝記''Witness to Hope''は前述の訪問にふれているが、予言には言及していない。)
口承によれば、ヴォイティワ枢機卿は1962年に、癌を患っていたポーランドの友人ヴァンダ・プウタフスカ博士のために祈りを捧げて欲しいとピオ神父に手紙で頼んだ。後にプウタフスカ博士のガンは自然治癒したとわかった。医師らはこの現象について説明することができなかった。 
ピオ神父が備えていたとされる特異な能力のため、教皇庁は二度にわたって神父に関する話の調査を実施した。しかしその後カトリック教会は、2002年にヨハネ・パウロ２世教皇がピオ神父を列聖したことで、正式に崇敬することを承認した。
1999年に出版された、アイルランドの聖職者マラキー・ジェラード・キャロルによるピオ神父の伝記では、盲目だったシチリアの女の子ジェンマ・デ・ジョルジが、ピオ神父を訪れた際に盲目が治ったとされる話を紹介している。生まれつき瞳孔がなかったジェンマは、祖母の手で1947年にサン・ジョヴァンニ・ロトンドに連れてこられた。ピオ神父に会いに行く旅の最中に、少女は蒸気船や海などの物体が見え始めた。ジェンマの祖母は、子供が治ったと思っていなかった。ジェンマは懺悔のときに、ピオ神父に慈悲を求めなかったため、祖母は神父に、ジェンマの視力を元に戻してもらえるよう神にお願いしてもらえないかと嘆願した。ピオ神父は、「子供は泣いてはいけませんし、子供のかわりにあなたが見てはいけません。あなたは子供が見えると知っています。」と、祖母に話した。その後日談として、眼科医は彼女がどのように視力が戻ったかについて究明することができなかったという。
ピオ神父は、聖ジャン＝マリー・ヴィアンネに起きたと記されている出来事と同じく、サタンとその手下に対して体を張って戦い、そのことで外傷がさらに拡大したと言われている。神父は天使と意思の疎通を交わすことができ、自分に依頼がなくとも、恩恵と治癒をもたらしたと言われている。
神父が亡くなった日、神秘主義者で神のしもべ、ベネズエラのカラカスに住むマリア・エスペランサ・デ・ビアンチーニによると、ピオ神父が幻視の中に現れて、「私は、さようならを言いに来ました。私の時間が来ました。今度はあなたの番です。」と語り掛けたという。そのときエスペランサの夫は、妻の顔がピオ神父の顔に変わるのを見た。次の日に、二人はピオ神父の訃報を耳にした。のちに人々は、エスペランサがミサの間に浮揚したり、バイロケーションを行ったりしたのを目撃したと主張した。
聖痕のあるカプチン修道会士仲間のドミニコ・ダ･チェーゼ神父の報告によると、1968年9月22日日曜日に、ピオ神父がマノッペッロの聖顔の前で跪いて祈っているのを見たという。一方でピオ神父が自分の部屋を出ていないことは確認されている。

### 聖痕

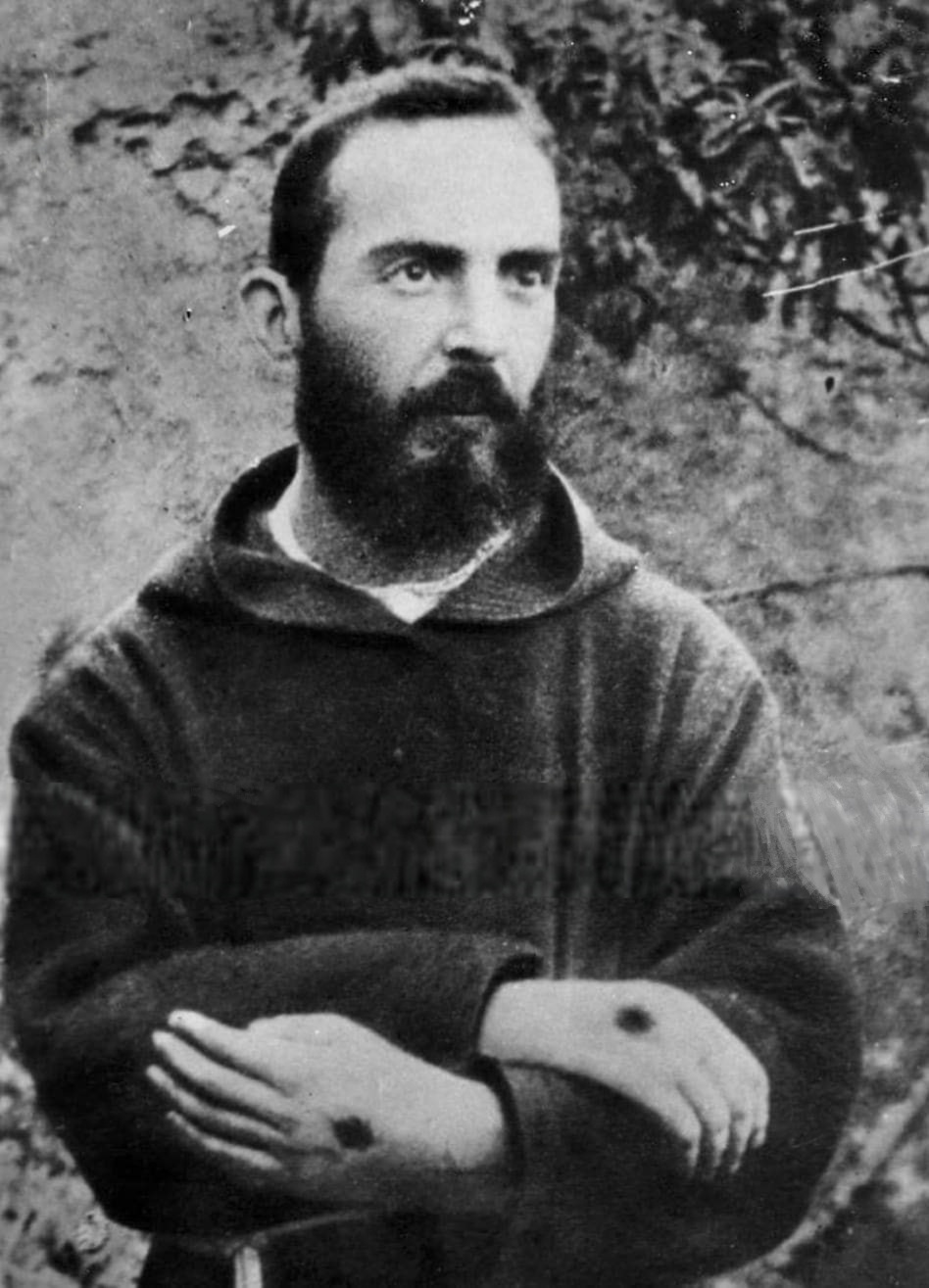
聖痕があるピオ神父の手

ピオ神父は、1918年9月20日に懺悔を聞いている時、最初の聖痕を体に受けたと言われている。傷、痛み、出血の位置と数は、磔によってできたイエス・キリストの傷と一致している。神父の生涯が
終わるまでこの現象は50年間続いた。聖痕から流れている血は、香水または花のにおい(バラ、スミレ、ジャスミン、ユリ等)がしたという。これは何人かの聖人の伝記で言及されているのと同様の、しばしば聖者の香りと呼ばれる現象である。
一部から神聖さの証として評価されているピオ神父の聖痕は、医師によって調査されたが、その医師が教会からどの程度独立していたかは分からない。観察の結果は説明がつかず、傷はまったく感染症を起こしていなかった。神父の傷はいったん癒えたものの、再び現れた。傷はバルレッタ市立病院の内科医長ルイージ・ロマネッリによって、およそ1年間調べられた。民間の開業医ジョルジョ・フェスタも、1920年、および1925年に神父を検診した。ベネディクトゥス15世教皇の主治医ジュゼッペ・バスティアネッリ教授は、傷が存在することは認めたが、それ以上のコメントは控えた。ローマ大学のアミコ・ビニャーミ病理学博士も、傷を認めたが診断を下すことはできなかった。ビニャーミとジュゼッペ・サラ博士は、傷口が異常なほど滑らかで浮腫がないことに言及した。アルベルト・カセルタ博士は1954年に手のX線撮影をしたが、骨の構造に異常はなかった。
しかし、この状態は神父に大きな当惑をもたらしたと言われている。そして、ピオ神父の写真の多くでは、出血が起こった手と足が、赤いミトンまたは黒いカバーで覆われている。1968年にピオ神父が死んだとき、体に傷は見当たらず、何の傷跡もなかった。医師が遺体を検視したところ、血液がすべてなくなっていたとする報告もある。
宗教関係者、非関係者を問わず、ピオ神父は聖痕を偽装したと主張した者は、ピオ神父が石炭酸を使って自らに傷を負わせたとする。その唯一の証拠は、バチカンの文書館で見つかった一通の文書で、サン・ジョヴァンニ・ロトンドの薬剤師マリア・デ・ヴィトに神父が石炭酸を4グラム注文したという内容のものである。その当時、ピオ神父の聖痕に異議を唱えた人々によって集められた資料の中に、この手紙があった。デ・ヴィトによると、ピオ神父は、石炭酸は針を殺菌するためだと言い、薬剤師に注文を秘密にしておくよう頼んた（同時にValda pastilles-メントール入りのど飴-など他のものも注文した）。この文書は調査されたが、ピオ神父の列福の過程でカトリック教会によって却下された。歴史家セルジョ・ルッツァットは、ピオ神父が聖痕を装っていたと主張する内容の本を2007年に出版したが、カトリック名誉毀損防止同盟は、ルッツァットがカトリックに対する中傷を流布したとして、これを却下した。
「男の子らは、当時大流行していたスペイン風邪と戦うために注射を必要とした。医師が不足していたため、パオリーノ神父とピオ神父が注射をし、石炭酸を注射器の殺菌薬として使用した。」この、石炭酸が殺菌のために実際に使われたと述べた目撃者に基づく主張を、教会がおそらく却下してしまったのだろうとの見解を述べた者もある。

## 列聖とその後
1982年に、教皇庁はマンフレドーニア大司教に、ピオ神父が聖者と見なすに値するか決定するための調査を始める権限を与えた。調査は7年かかり、1990年にピオ神父は列聖への第一歩である神のしもべであると宣言された。
1990年から、列聖省 (Congregatio de Causis Sanctorum)は、ピオ神父がどれくらい英雄的に人生を送ったかについて検討した。そして1997年、ヨハネ・パウロ2世教皇は、ピオ神父を尊者であると宣言した。さらに、神父の生涯が他者にどのような影響を与えたかに関する議論が続き、そこには、ピオ神父が代祷したことで癒しを得たイタリア人女性コンシッリア・デ・マルティーノの例が含まれていた。1999年に、列聖省の勧告に従い、ヨハネ・パウロ2世はピオ神父を福者であると宣言した。
ピオ神父の人徳と死後も善をなす能力、そして神父の代祷によるとされる前述とは別の癒しについて慎重に考慮された結果、2002年6月16日に、教皇はピオ神父を聖者であると宣言した。列聖式には、およそ30万人が出席したと推定されている。
ピオ神父は、第2バチカン公会議の後も存命した聖職者で列聖された2人のうちの1人である。（もう一人は、オプス・デイ創立者の聖ホセマリア・エスクリバー）両者とも、第2バチカン公会議による典礼改革によらない伝統的ラテン語ミサをあげてもよいとする教皇からの許可を得ていた。
2004年7月1日に、ヨハネ・パウロ2世教皇は、ピエトレルチーナの聖ピオの追悼として、サン・ジョヴァンニ・ロトンドにおいて聖ピオ巡礼教会を献堂した。2002年に、シチリアのメッシーナにあるピオ神父の像が血の涙を流したとして、注目を集めた。
ピオ神父は、世界で最も人気のある聖者の1人になった。世界中には3,000以上のピオ神父のための祈りの会があり、300万人の会員がいる。ニュージャージー州ヴァインランド、同州ラヴェレッテ、オーストラリア・シドニーにはピオ神父を守護聖人とする教区がある。そして、聖ピオ聖堂がニュージャージー州ブエナにある。雑誌ファミッリャ・クリスティアーナによる2006年の調査で、イタリアのカトリック信者は、他のいかなる存在よりもピオ神父のために祈ることが明らかになった（この祈りは、より正確には、聖ピオが神に代祷してくれることを祈念するものと理解すべきであり、聖ピオへの崇拝と取り違えるべきではない。カトリック教会の教えでは、神に対する崇拝のみが正当とされる。）。
神父を記念する町ピエトレルチーナの近くの、イタリア南部プッリャ州サン・ジョヴァンニ・ロトンドに近い丘の上に、ピオ神父の像が建てられることになっている。プロジェクトは数百万ポンドを要し、世界中の信者が寄付金を送っている。像は、特殊な塗料型太陽電池でおおわれ、太陽熱を取り込んで太陽エネルギーを発生させることができるエコロジーに配慮した聖像となる予定である。

## 聖ピオ・ダ・ピエトレルチーナの遺体

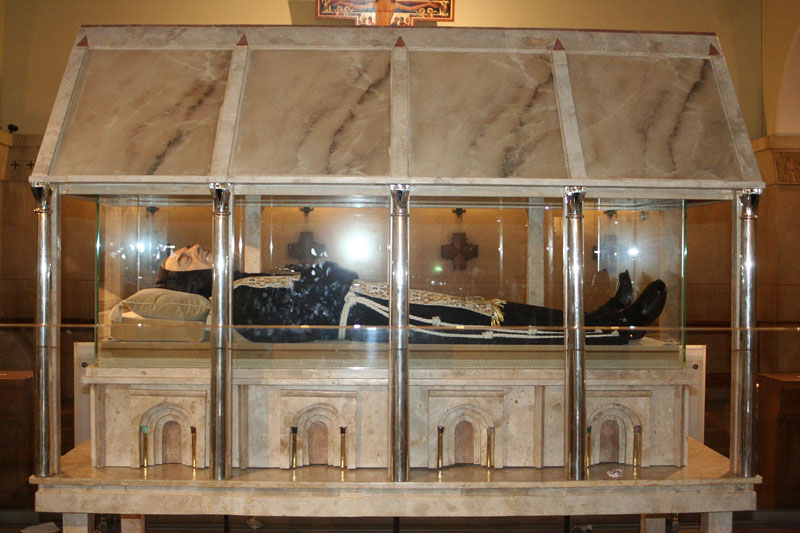
棺に納められた聖ピオ

2008年3月3日、死の40年後に、公開に向けて、聖ピオの遺体が地下聖堂から掘り出された。教会の発表では、遺体は良好な状態を保っていた。サン・ジョヴァンニ・ロトンドの聖堂に派遣された教皇特使のドメーニコ・ダンブロジオ大司教は、「頭の最上部は部分的に白骨化しているが、あごは完全で、残りの部分は保存状態が良い」と述べた。 「聖痕は見えなくなっている。」大司教ダンブロジオも声明でそう証言した。大司教は、聖ピオの手が「ちょうど今マニキュアを塗ったばかりのように見えた」と述べた。顔が分かるように葬儀業者が顔を修復することが望まれたが、劣化損傷があったので、顔は実物そっくりのシリコン・マスクでおおわれた。
4月24日、列聖省長官のジュゼ・サライヴァ・マルティンシュ枢機卿は、ピオ神父が修道院の地下室で水晶と大理石と銀の墓に入った状態で公開される前に、サン・ジョヴァンニ・ロトンドの恩寵の聖母教会で15,000人の信者のためにミサを執り行った。ピオ神父は、水晶と金糸で刺繍した白い絹のストールと茶色のカプチン修道会士服を着て、両手で大きな木の十字架を握っている。2008年12月までに、イタリアを中心に世界中から巡礼者800,000人が神父を偲びに教会を訪れる申し込みをしたが、水晶の棺の側を一列になって進むことができるのは１日に7,200人が限度だった。公開は2009年9月まで延長された。
聖ピオの遺体はサン・ジョヴァンニ・ロトンド近くの聖パードレ・ピオ教会（the church of Saint Pio）に安置された。2010年4月、遺体は、特別に作られた金色の地下礼拝堂に移された。

## ピオ神父関係団体
- Padre Pio Foundation of America[57]
- Fondazione Voce di Padre Pio[58]
- Padre Pio Devotions[59]
- Centre For Padre Pio[60]
- Official Irish website for Saint Pio][61]
- Fondazione di Religione e di Culto Casa Sollievo della Sofferenza[62]
- The Philippine Center for St. Pio of Pietrelcina[63]

## 映画
- Padre Pio(TV Movie 2000)[64]
- Padre Pio Animated Movie(2006)[65]
- Padre Pio(2022)[66]